# Charlie e Lola
Charlie e Lola, noto anche come Lola e Charlie, è una serie televisiva britannica per bambini prodotta da Tiger Aspect Productions e CBeebies.

## Trama
Charlie e Lola sono due fratelli che vivono a Londra, Inghilterra. Sono molto legati e sono sempre disposti ad aiutarsi a vicenda. Charlie è molto generoso e anche sportivo. Ha 8 anni, capelli biondi, corti e un po' scombinati, occhi neri e carnagione chiara. Veste sempre con una maglietta con scritto "Charlie", il colore varia da episodio a episodio. Dentro casa è scalzo, ma altre volte indossa scarpe da ginnastica. Lola è giocherellona, vivace, simpatica e molto solare. Ha 5 anni ed ha una carnagione chiara, occhi neri, capelli biondi, un po' scombinati e corti. Indossa dei fermagli blu a farfalla, uno a destra e l'altro a sinistra. Insieme vivranno tante avventure. Come tutti gli altri bambini della loro età hanno desideri, ambizioni infantili e vivacità. Ma la loro è veramente una grande fantasia, soprattutto quella della piccola Lola. Charlie insegna sempre nuove cose alla sorella minore, da come comportarsi in certi luoghi e situazioni, a come utilizzare qualcosa. In molti episodi parteciperanno anche Marv e Lotta, i migliori amici dei protagonisti. Tutti gli episodi avranno in finale una morale educativa.

## Personaggi
- Charlie Sommer: è un bambino di 8 anni, è il fratello maggiore di Lola, la segue spesso e cerca sempre di aiutarla. È il primo protagonista del cartone animato ed è molto gentile e sempre disponibile nei confronti della sorellina. Doppiato in italiano da Manuel Meli.[1]
- Lola Sommer: ha 5 anni ed è vivace, solare e molto simpatica. Sorella minore di Charlie. Cerca sempre di imitare il fratello, è la seconda protagonista del cartone animato; le vicende si svolgono intorno a lei. Doppiata in italiano da Lucrezia Marricchi.[1]
- Soren Lorenson: non è una persona fisica ma è l'amico immaginario di Lola, si presenta come un bambino di 5 anni. Può vederlo solo lei e di tanto in tanto le dà consigli. Doppiato in italiano da Alex Polidori.[1]
- Marv: il migliore amico di Charlie, ha 8 anni ed è quasi sempre presente in tutte le puntate. Ha un cane chiamato Sizzles. Doppiato in italiano da Lorenzo Ricci.[1]
- Lotta: Come Lola ha 5 anni ed è la sua migliore amica e compagna di scuola. È figlia unica, ed è come Lola molto giocherellona e socievole. Doppiata in italiano da Angelica Bolognesi.[1]
- Maestra Elsa: è la maestra della scuola di Charlie e Lotta. Viene spesso nominata dai suoi allievi ma non ha fatto nessuna apparizione.